# Associação Esportiva Cruzeiro do Sul
L'Associação Esportiva Cruzeiro do Sul, meglio noto come Cruzeiro do Sul è stata una società calcistica brasiliana con sede a Cruzeiro, nel Distretto Federale.

## Storia
L'Associação Esportiva Cruzeiro do Sul era una società calcistica brasiliana, con sede a Cruzeiro, nel Distretto Federale. Ha gareggiato nel Campionato Brasiliano negli anni amatoriali. Vinse il campionato Brasiliense nel 1963.